# Béjar
Béjar (extremeny: Bejal o Bexa) és un municipi de la província de Salamanca, a la comunitat autònoma de Castella i Lleó.

## Demografia
Altres nuclis: Fuentebuena (52 hab., 25 homes i 27 dones), Palomares (231 hab.) i Valdesangil (177 hab., 89 homes i 88 dones). Palomares va ser independent fins als anys 70 del segle xx. Valdesangil i Fuentebuena són entitats locals menors.
| 1991  | 1996  | 2001  | 2004  |
| ----- | ----- | ----- | ----- |
| 17125 | 16652 | 15123 | 15102 |

## Personatges il·lustres
- Jesús Caldera Sánchez-Capitán, polític.
- Roberto Heras, ciclista.